# South Pasadena (Floride)
Pour les articles homonymes, voir South Pasadena.
South Pasadena est une municipalité américaine située dans le comté de Pinellas en Floride.

## Géographie
South Pasadena est située sur la côte ouest de la Floride. La ville est limitrophe de St. Petersburg, St. Pete Beach et Gulfport.
En 2010, la municipalité s'étend sur 1,15 milles carrés (2,98 km2), dont 0,61 milles carrés (1,58 km2) de terres.

## Histoire
South Pasadena devient une municipalité le 1er juillet 1955.

## Démographie
Lors du recensement de 2010, South Pasadena compte 4 964 habitants. Sa population est estimée à 5 117 habitants au 1er juillet 2018.
Le revenu par habitant était en moyenne de 34 731 dollars par an entre 2013 et 2017, supérieur à la moyenne de la Floride (28 774 dollars) et à la moyenne nationale (31 177 dollars). Sur cette même période, 11,7 % des habitants de South Pasadena vivaient sous le seuil de pauvreté (contre 13,6 % dans l'État et 11,8 % à l'échelle des États-Unis en 2018). Par ailleurs, 93,4 % de ses habitants de plus de 25 ans étaient diplômés d'une high school et 31,6 % possédaient au moins un bachelor degree (contre 87,6 % et 28,5 % en Floride, 87,3 % et 30,9 % aux États-Unis).
| Groupe          | South Pasadena (2017) | Floride (2018) | États-Unis (2018) |
| --------------- | --------------------- | -------------- | ----------------- |
| Blancs          | 96,5                  | 77,3           | 76,5              |
| Afro-Américains | 1,6                   | 16,9           | 13,4              |
| Amérindiens     | 0,0                   | 0,5            | 1,3               |
| Asiatiques      | 1,4                   | 3,0            | 5,9               |
| Océaniens       | 0,0                   | 0,1            | 0,2               |
| Métis           | 0,2                   | 2,2            | 2,7               |
|                 |                       |                |                   |
| Hispaniques     | 3,9                   | 26,1           | 18,3              |

| 1950 | 1960 | 1970  | 1980  | 1990  | 2000  |
| ---- | ---- | ----- | ----- | ----- | ----- |
| 23   | 651  | 2 465 | 4 188 | 5 644 | 5 778 |

| 2010  | - | - | - | - | - |
| ----- | - | - | - | - | - |
| 4 964 | - | - | - | - | - |